# Tityus dinizi
Espèce
Tityus dinizi est une espèce de scorpions de la famille des Buthidae.

## Distribution
Cette espèce est endémique de l'État d'Amazonas au Brésil. Elle se rencontre vers Novo Airão.

## Étymologie
Cette espèce est nommée en l'honneur de Carlos Ribeiro Diniz (1919-2002).

## Publication originale
- Lourenço, 1997 : « Addition to the scorpion fauna of the neotropics (Arachnida). » Revue Suisse de Zoologie, vol. 104, no 3, p. 587-604 (texte intégral).